# Foggy Bottom
Foggy Bottom és un dels barris del segle xix més antics de Washington DC. El seu nom possiblement prové de la boira (en anglès: fog) que solia aparèixer en aquesta zona baixa propera als pantans de Washington. Se situa a l'oest del centre de la ciutat, al quadrant nord-oest, delimitat pel carrer 17 a l'est, el parc de Rock Creek a l'oest, l'avinguda Constitution al sud i l'avinguda Pennsilvània al nord.
"Foggy Bottom" s'empra com a metònim del Departament d'Estat dels Estats Units, les oficines centrals del qual són al barri. El campus principal de la Universitat George Washington es troba aquí també, així com el conegut Hotel Watergate i el Centre Kennedy per les Arts. La Universitat ha crescut significativament en l'última dècada, de manera que actualment ocupa la major part del barri.
Foggy Bottom fou una comunitat de treballadors irlandesos, alemanys i afroamericans que hi treballaven en les cerveseries, fàbriques de vidre i plantes de gas de la zona. Aquestes instal·lacions industrials es consideren com a possible raó del nom del barri, on "fog" s'empra per al fum de les fàbriques. Aquest barri històric és a la llista del Registre Nacional de Llocs Històrics (National Register of Historic Places) dels Estats Units.
L'àrea de Foggy Bottom fou el lloc escollit pels primers assentaments en el que avui és Washington. El 1763 Joseph Funk dividí les 52 hectàrees de la zona del riu Potomac i el Rock Creek. L'assentament s'anomenà oficialment Hamburg, tot i que era conegut com a Funkstown, i va atraure molts colons fins a la dècada de 1850, quan les companyies arribaren a la zona. La zona fou també l'emplaçament original de l'Observatori Naval dels Estats Units.
A Foggy Bottom s'hi pot anar en metro a través de la zona del mateix nom. Foggy Bottom és també el nom d'una cervesa de la Olde Heurich Brewing Company. La companyia començà al barri, però la cervesa es processa actualment a Nova York.